# Anton de Bary
Heinrich Anton de Bary, nemški kirurg, botanik, mikrobiolog in mikolog, * 26. januar 1831, † 19. januar 1888.
De Bary velja za ustanovitelja fitopalogije, vede, ki se ukvarja s patologijo rastlin.
Iznašel je tudi izraz simbioza.